# Museum Neues Schloss Rauenstein

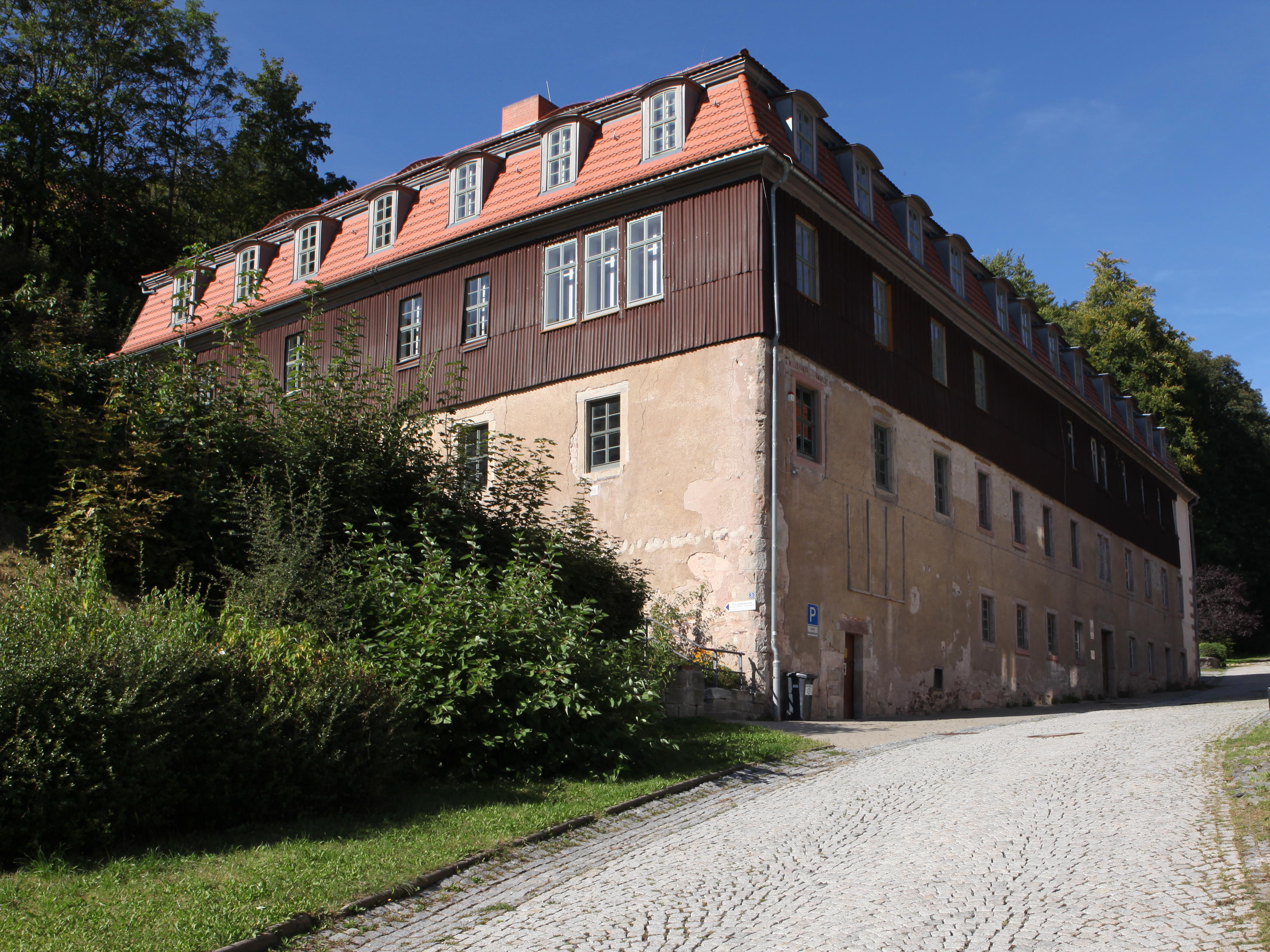
Neues Schloss Rauenstein, Ostfassade 2012

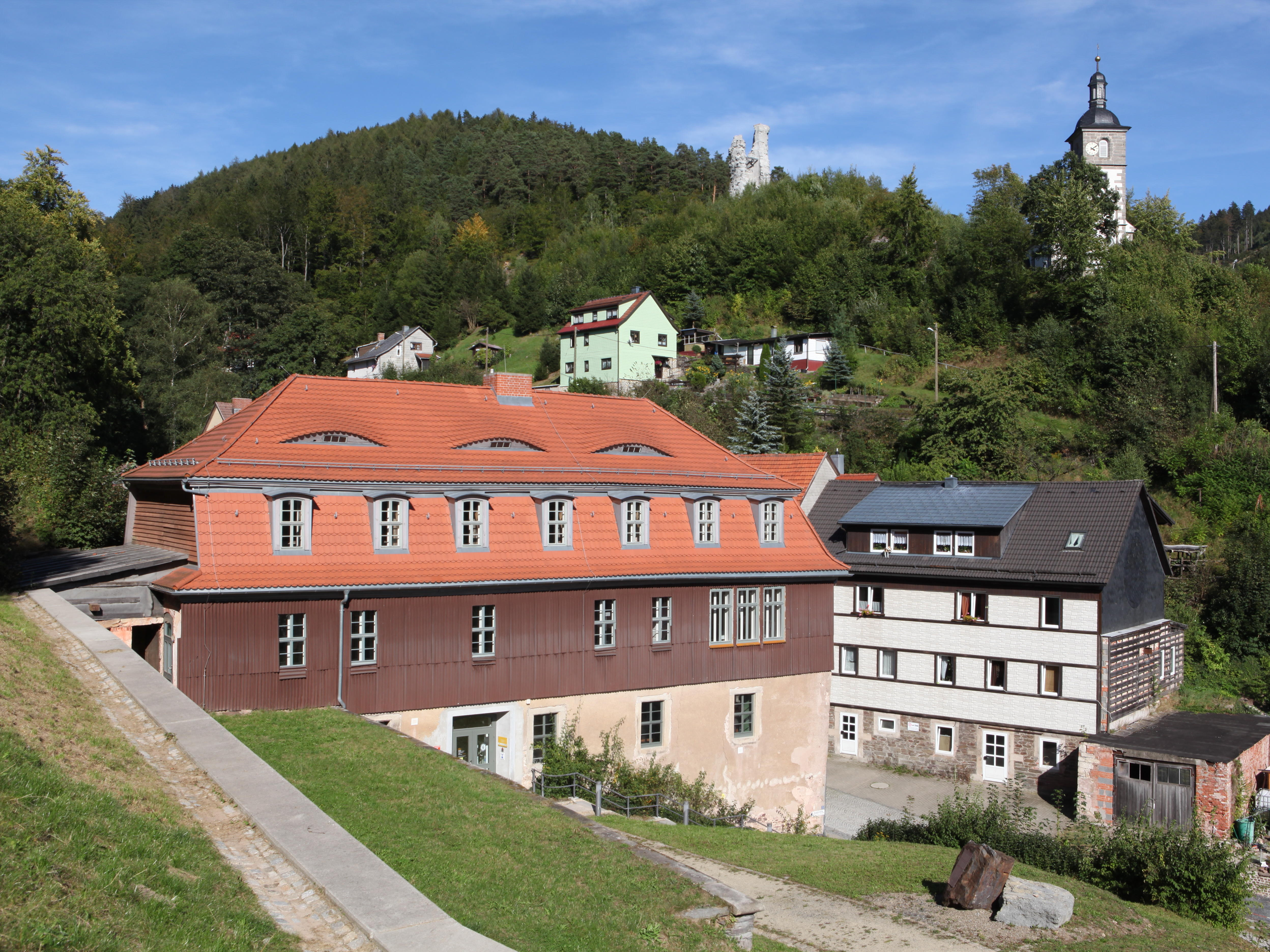
Südfassade 2012

Das Museum Neues Schloss Rauenstein steht in Rauenstein, einem Ortsteil der Gemeinde Frankenblick im Landkreis Sonneberg in Thüringen. Das Museum wurde 1999 als Rauensteiner Porzellankabinett eröffnet.

## Geschichte
Ein als neues Schloss bezeichnetes Gebäude ist für das Jahr 1615 in Rauenstein belegt. Zwischen 1687 und 1690 ließ Hans Siegmund von Schaumberg einen Schlossneubau errichten, der wohl die Tonnengewölbe des Vorgängerbaus im Nordwesten miteinbezog. Das ursprünglich zweigeschossige Gebäude wurde 1714 mit einem Geschoss aufgestockt. 1729 erwarb Schließlich erwarb Herzog Anton Ulrich von Sachsen-Meiningen das Anwesen von Hans Siegmund von Schaumberg. 1785 kaufte die 1783 in Rauenstein gegründete Porzellanfabrik Friedrich Christian Greiner und Söhne das leerstehende Schloss und nutzte es in der Folge als Produktionsgebäude.

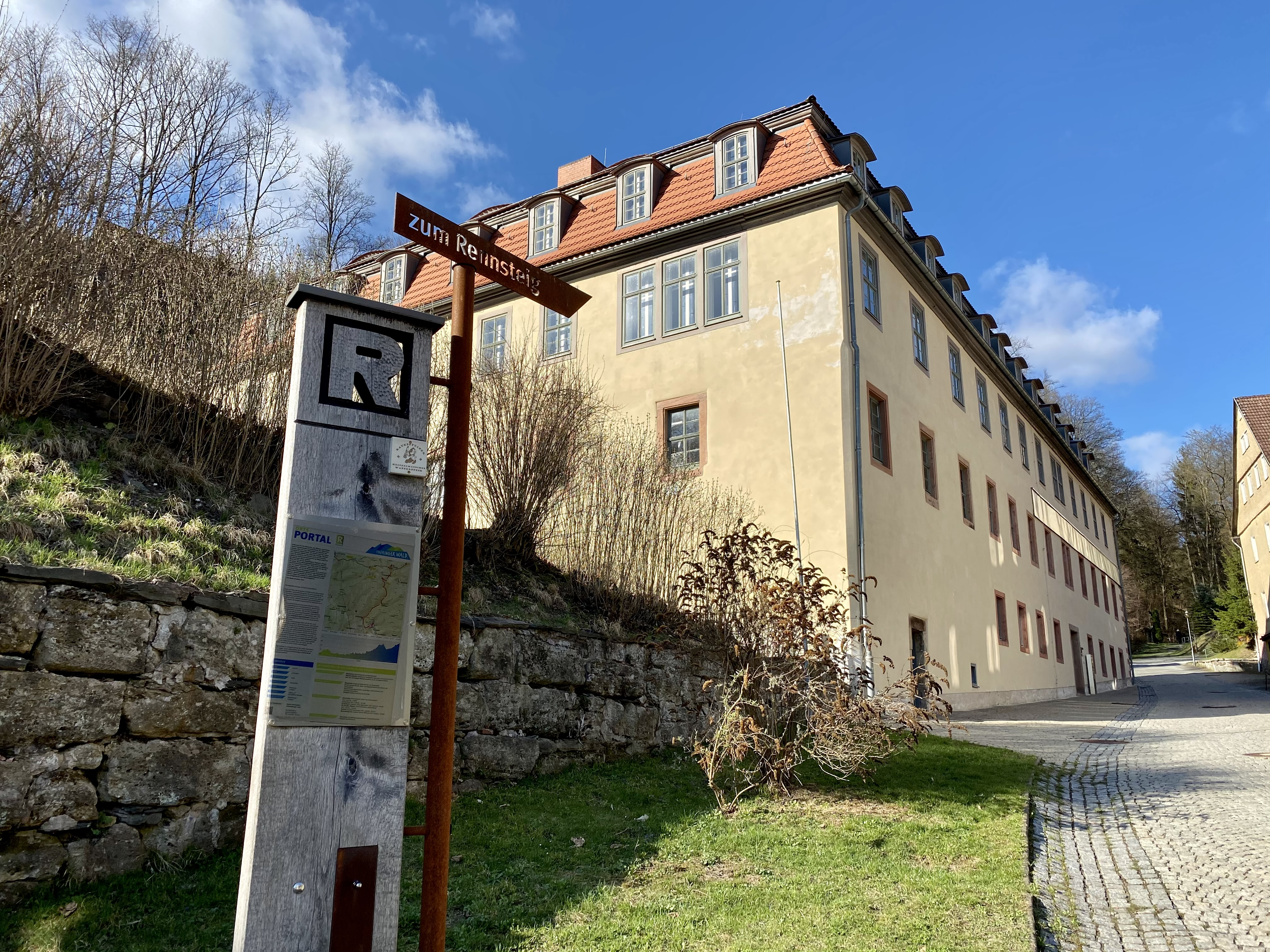
Neues Schloss Rauenstein vom Schaumberger Platz

Im Jahr 1790 wurde der Nordwestflügel erweitert. Die erste Manufaktur war im Schloss untergebracht. 1881 erwarb Franklin Georgii das Unternehmen und veranlasste den Einbau einer herrschaftlichen Wohnung in dem Schloss. Die zugehörigen Arbeiten umfassten unter anderem eine Freitreppe zum 1. Obergeschoss und den heutigen Haupteingang an der Südwestfassade.

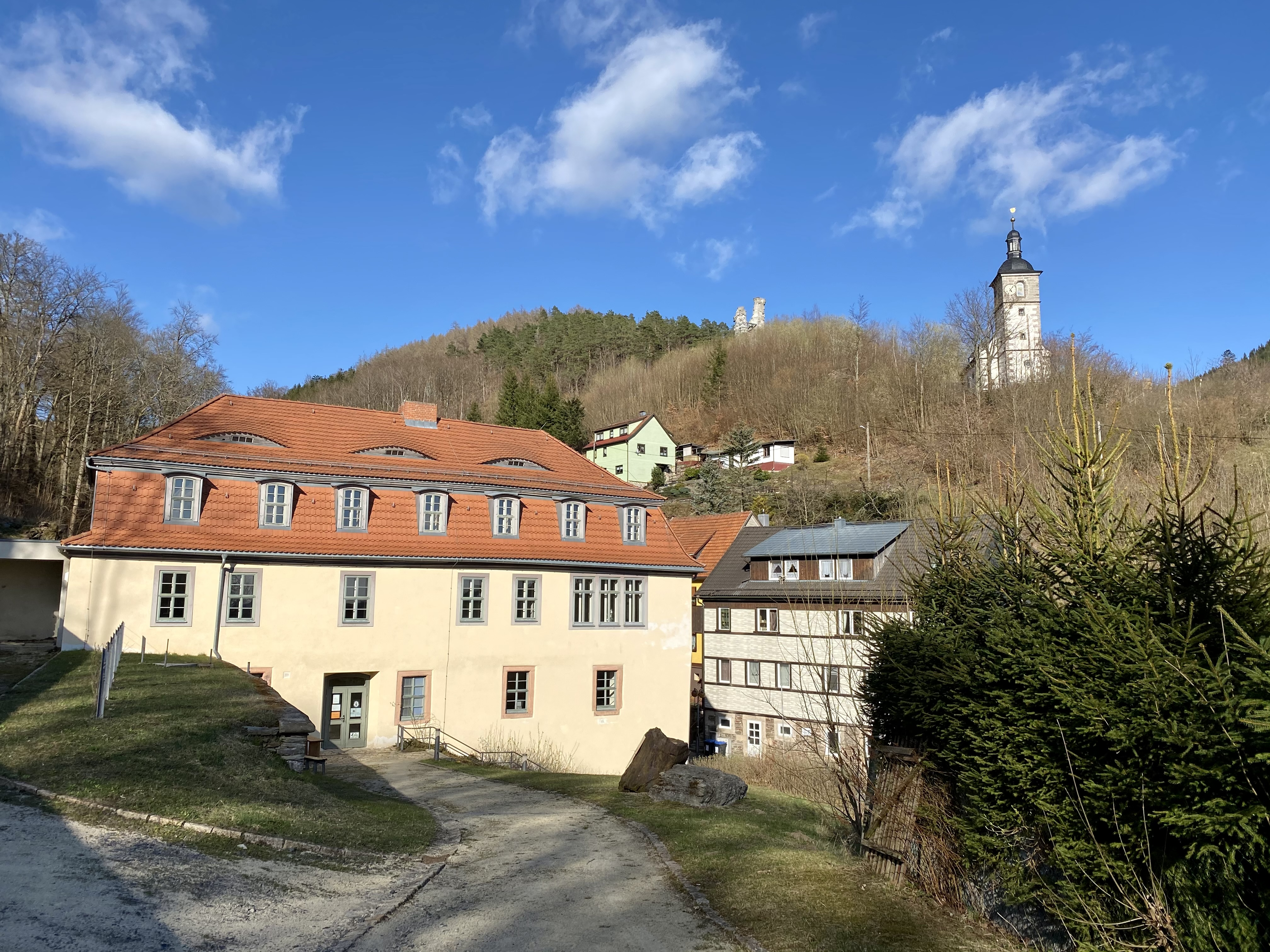
Neues Schloss Rauenstein vom Schönberg

Im Jahr 1930 meldete die Porzellanfabrik Rauenstein Konkurs an und 1934 ging das Anwesen in den Besitz der Gemeinde über. 1935 zog die Gemeindeverwaltung in das Schloss. In den 1950er Jahren wurde der Gebäudekomplex für Verwaltungs- und Wohnzwecke sowie für ein Heimatmuseum umgebaut.

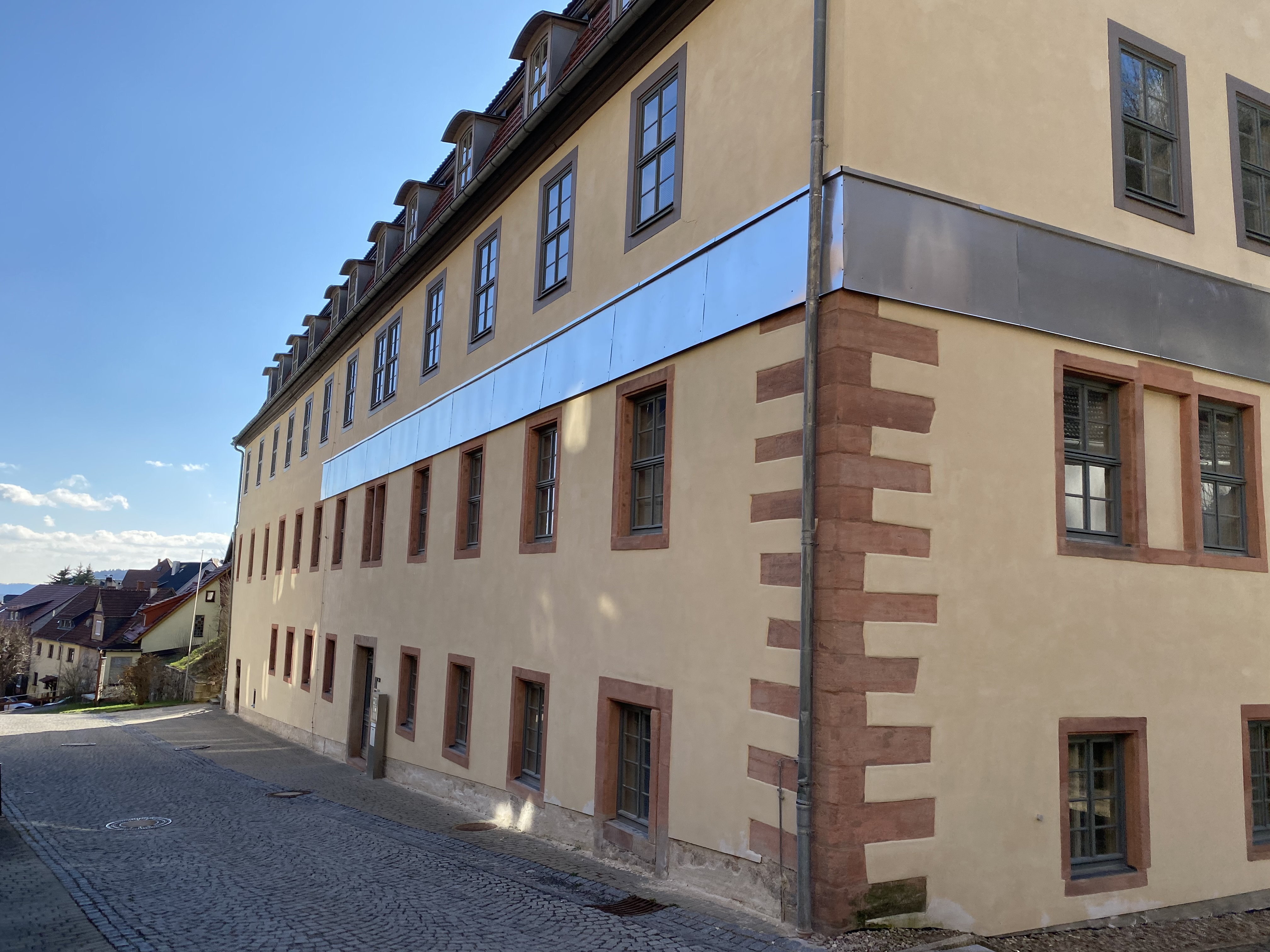
Neues Schloss Rauenstein von Norden

Im Jahr 1999 erfolgte in dem Schloss die Eröffnung eines Museums mit einer Kabinettausstellung zur Geschichte der Rauensteiner Porzellanfabrik „Friedrich Christian Greiner & Söhne“. Daneben beherbergt es eine Ausstellung zur Bleßberghöhle und eine umfangreiche Puppen- und Bärensammlung der Firma Schildkröt. Ab 2012 wurde das Gebäude wegen baulicher Mängel und Schimmelbefall saniert und modernisiert. Seit dem 11. September 2016 ist das Neue Schloss Rauenstein als Museum wieder geöffnet.
Ein "Pädagogisches Kabinett" lädt als "Außerschulischer Lernort" mit altersgemäßem Programm für die Arbeit mit Schulklassen und Jugendgruppen ein.

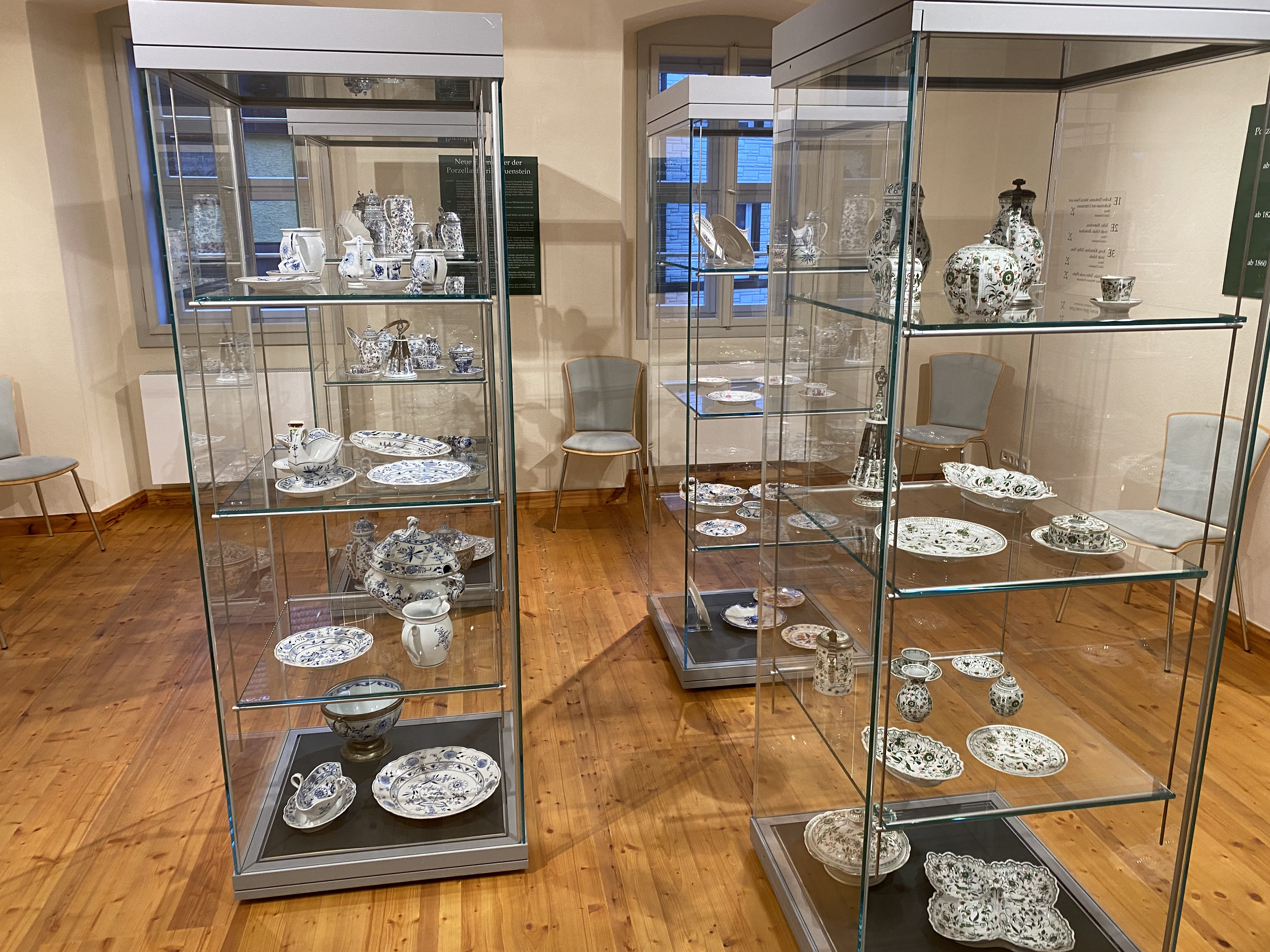
Ausstellungsraum im Neuen Schloss Rauenstein

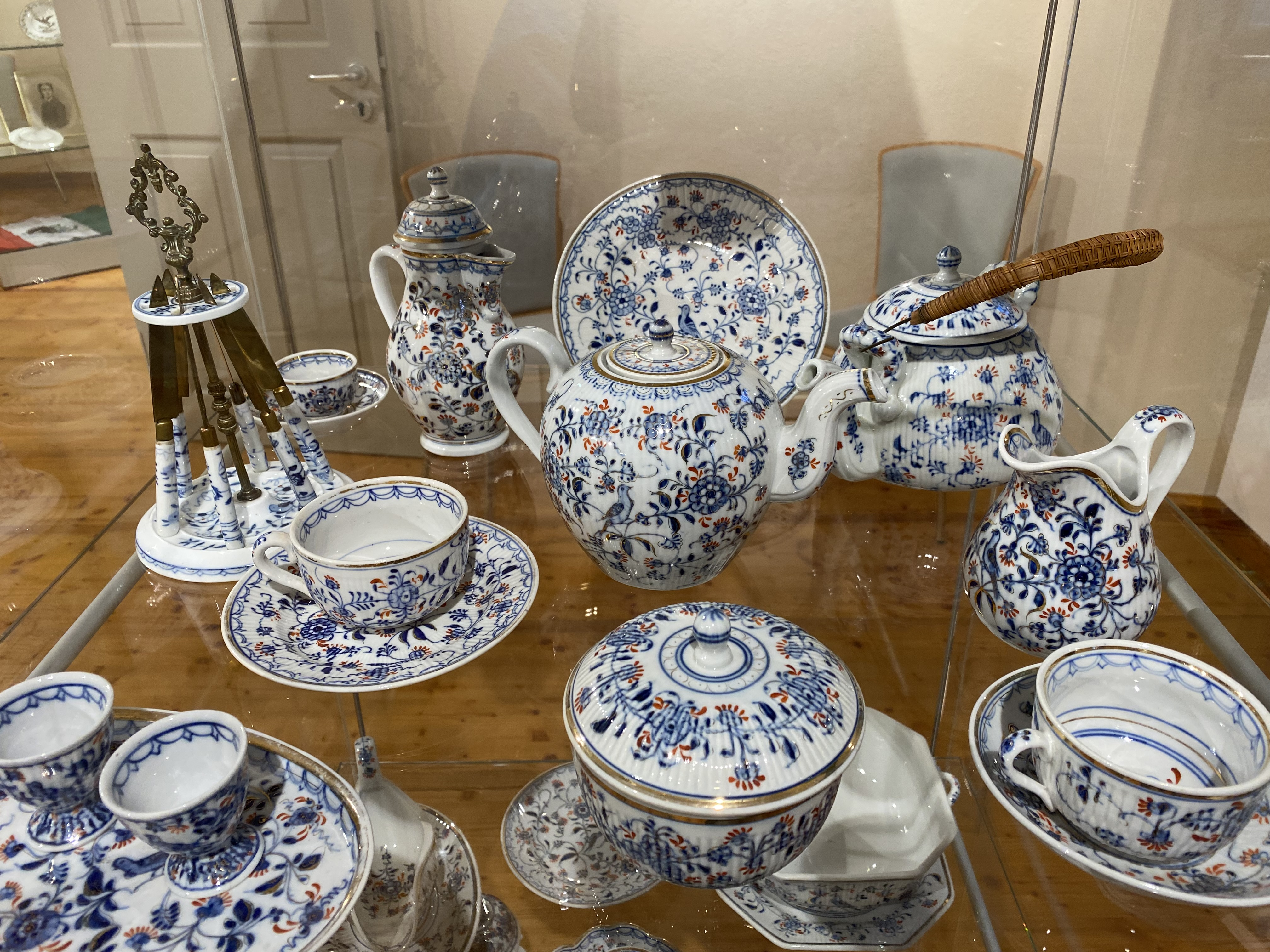
Rauensteiner Porzellan – Vogelmotiv

Hochzeitspaare können im Trauzimmer im Neuen Schloss Rauenstein heiraten.

## Architektur
Der dreigeschossige, denkmalgeschützte Barockbau steht am Fuß eines Osthangs. Er prägt das Ortsbild am nördlichen Marktplatz. Die beiden unteren Geschosse haben eine verputzte Fassade aus Bruchsteinmauerwerk, die durch Fenstereinfassungen und Eckquaderungen gegliedert ist. Das Obergeschoss besteht aus einer Fachwerkkonstruktion. Den Abschluss bildet ein Mansarddach mit Dachgauben. Das Gebäude hat einen F-förmigen Grundriss mit einem Südwestflügel, dem langen Südostflügel entlang der Straße und dem inneren, kurzen Nordwestflügel, der das Treppenhaus beherbergt, das den Südostflügel symmetrisch erschließt. Der Nordwestflügel wurde 1790 durch eine Fachwerkkonstruktion erweitert. Ein zweites Treppenhaus befindet sich seit dem Umbau 1881 im Südwestflügel. Ein hölzerner Teepavillon mit einem Figurenpaar stand auf einer Terrasse vor dem Südwestflügel.